# Gubałówka
Der Gubałówka ist ein 1126 Meter hoher Berg oberhalb der polnischen Stadt Zakopane. Der Berg ist der bekannteste der Gebirgskette Pogórze Spisko-Gubałowskie, obwohl er nicht der höchste ist – bereits der westliche Nachbar, der Butorowy Wierch, ist mit 1160 Metern etwas höher.
Auf dem Berg befindet sich eine kleine Siedlung mit Läden und Restaurants, aber auch eine kleine Kapelle. Außerdem befindet sich auf dem Berg eine Sendeanlage für UKW- und Fernsehprogramme (RTON Gubałówka), als Antennenträger fungiert ein 102 Meter hoher, freistehender Stahlfachwerkturm.
Neben dem Blick auf den Ort Zakopane bietet der Berg eine Aussicht auf das Podhale und die südlich liegende Tatra, insbesondere auf bekannte Gipfel wie Giewont sowie Kasprowy Wierch (Westtatra) und Świnica (Hohe Tatra).

## Standseilbahn

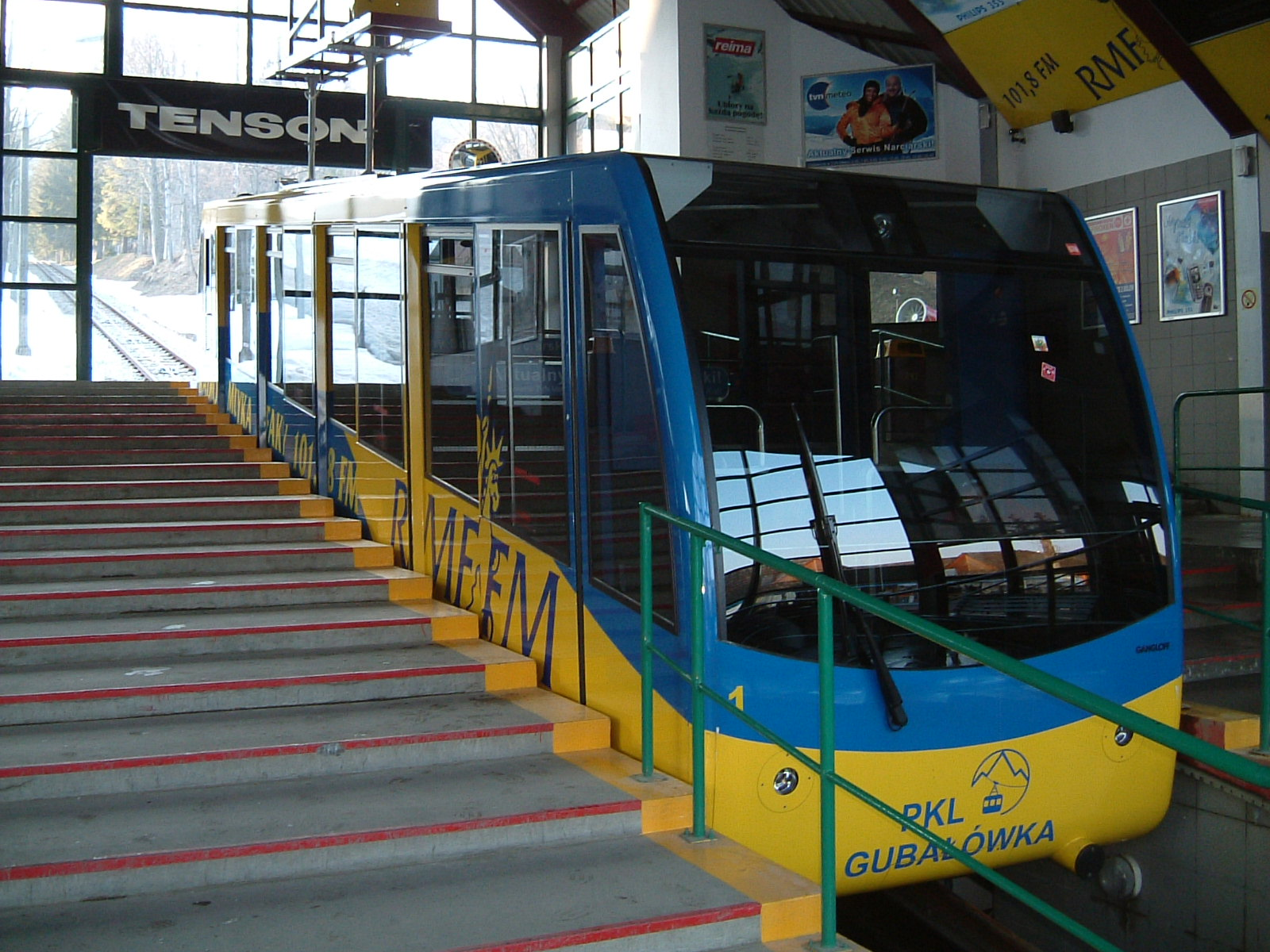
Gubałówka-Bahn in der Talstation

Auf den Berg führt eine Standseilbahn, die im Dezember 1938 nach 168 Tagen Bauzeit eingeweiht wurde. Anlass für den Bau der Bahn waren die 1939 in Zakopane ausgetragenen Nordischen Skiweltmeisterschaften. Das rollende Material und die Schienen wurden dabei von der Schweizer Firma Von Roll geliefert. Im Jahr 2001 wurde die Bahn grundlegend durch die Firma Doppelmayr modernisiert. Die Bahn wird von den Polskie Koleje Linowe (PKL, „polnische Bergbahnen“) betrieben.
Die Streckenlänge beträgt 1298 Meter, der Höhenunterschied 299 Meter. Die Talstation liegt auf einer Höhe von 823 Metern, die Bergstation auf 1122 Meter. Die Fahrgeschwindigkeit liegt bei 36 km/h, die Fahrzeit bei etwa 3½ Minuten Ein Wagen kann 120 Personen aufnehmen. Die Bahn verkehrt zwischen 7:30 und 22:00 halbstündlich, bei Bedarf auch häufiger. Die maximale Kapazität beträgt 2000 Personen pro Stunde und Richtung.

## Aktivitäten

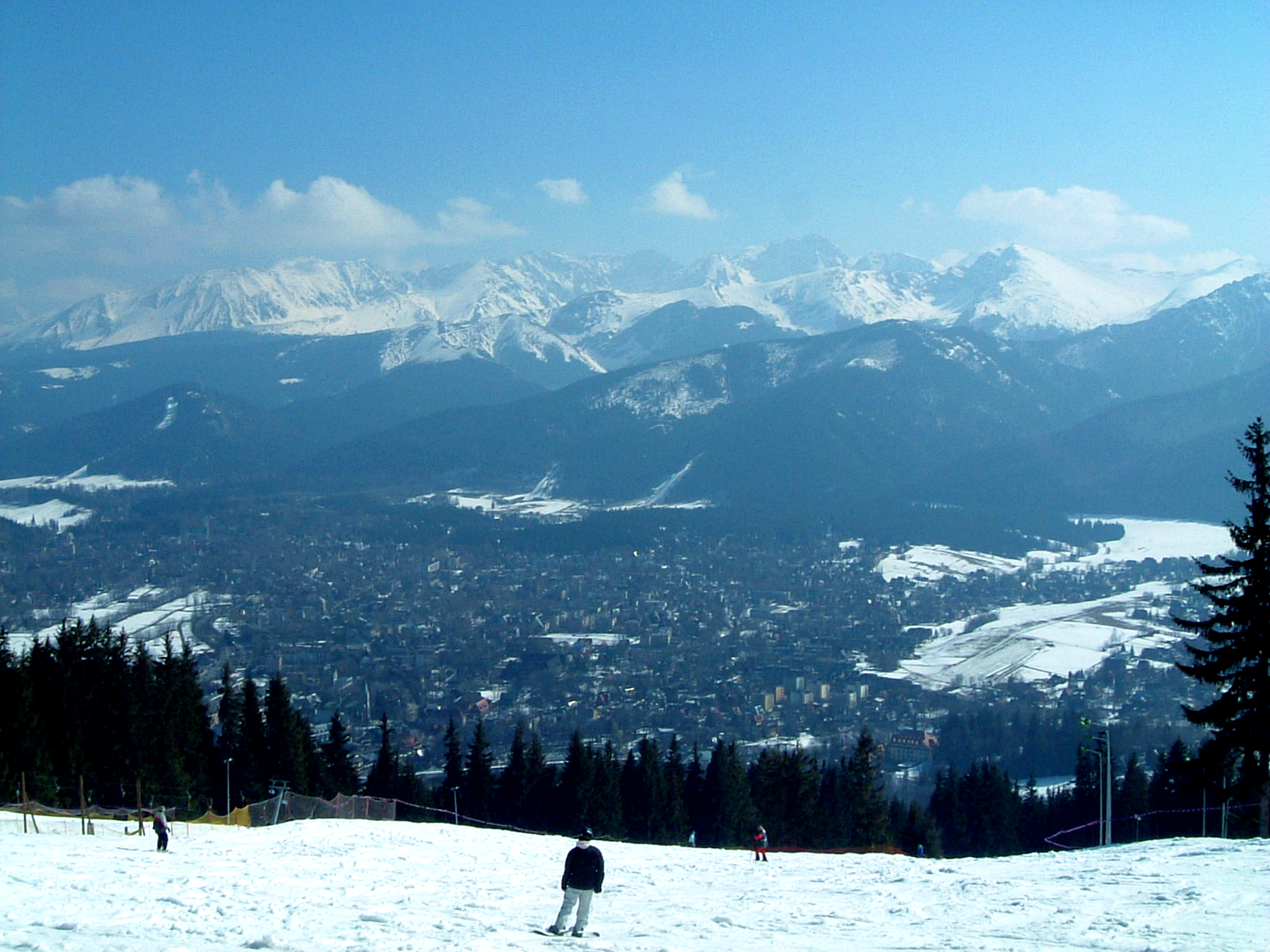
Skipiste auf der Gubałówka

Es sind mehrere Wanderrouten markiert. In westlicher Richtung verläuft die mit einer schwarzen Wegmarkierung versehene Route durch das Tal von Czarny Dunajec. In westlicher Richtung kann man auch das Dorf Chochołów erreichen. In östlicher Richtung führt ein Wanderweg nach Poronin.
Über den Gubałówka verläuft der Internationale Bergwanderweg der Freundschaft Eisenach–Budapest (hier rot markiert).
Für den alpinen Skisport gibt es auf dem Berg mehrere Schlepplifte und auch eine beleuchtete Piste. Auch Skiwandern und Skilanglauf ist möglich.